# Cefoperazon
Cefoperazon – organiczny związek chemiczny, antybiotyk cefalosporynowy trzeciej generacji. Działa poprzez zaburzanie syntezy ściany komórkowej bakterii. Jest jednym z kilku antybiotyków stosowanych podczas zwalczania infekcji bakteriami z rodzaju Pseudomonas.

## Preparaty
- Cefobid (Pfizer)